# ليونيل كابلان
ليونيل كابلان (بالإسبانية: Leonel Kaplan)‏ هو موسيقي أرجنتيني، ولد في 21 نوفمبر 1973 في بوينس آيرس في الأرجنتين.